# Versailles-i egyházmegye
A Versailles-i egyházmegye (latinul: Dioecesis Versaliensis, franciául: Diocèse de Versailles) a római katolikus egyház egyik latin rítusú egyházmegyéje Franciaországban. A versailles-i püspök által vezetett egyházmegyét 1801-ben alapították. Addig a területe többnyire a Párizsi főegyházmegye és a Chartres-i egyházmegye része volt.

## Versailles-i püspökök
1. Louis Charrier de La Roche (1802–1827)
2. Jean-François-Étienne Borderies (1827–1832)
3. Louis-Marie-Edmond Blanquart de Bailleul (1832–1844)
4. Jean-Nicaise Gros (1844–1857)
5. Jean-Pierre Mabille (1858–1877)
6. Pierre-Antoine-Paul Goux (1877–1904)
7. Charles-Henri-Célestin Gibier (1906–1931)
8. Benjamin-Octave Roland-Gosselin (1931–1952)
9. Alexandre-Charles-Albert-Joseph Renard (1953–1967)
10. Louis-Paul-Armand Simonneaux (1967–1988)
11. Jean-Charles Thomas (1988–2001)
12. Éric Aumonier (2001–2020)
13. Lucien Crepy (2021–hivatalban)